# Sonja Manojlović
Sonja Manojlović (Zagreb, 1948.), hrvatska pjesnikinja. Pjesme su joj prevedena mnoge jezike i uvrštene u razne antologije (Skupljena baština, priređivača Stijepe Mijovića-Kočana, Żywe źródła Łucje Danielewske). Do danas pjesme su joj prevedene na dvadesetak jezika: albanski, bengalski, danski, engleski, esperanto, francuski, grčki, japanski, katalonski, kineski, mađarski, makedonski, njemački, poljski (Łucja Danielewska), rumunjski, ruski, slovenski, španjolski, švedski, talijanski i ukrajinski.

## Nagrade i priznanja
- ovjenčana pjesnikinja na Croatia rediviva: Ča, Kaj, Što - baštinskim danima 2004. godine
- Plaketa sv. Kvirina 2011. na Kvirinovim poetskim susretima
- Dobitnica Goranova vijenca 2016. godine.[2]